# Motor Coach Industries

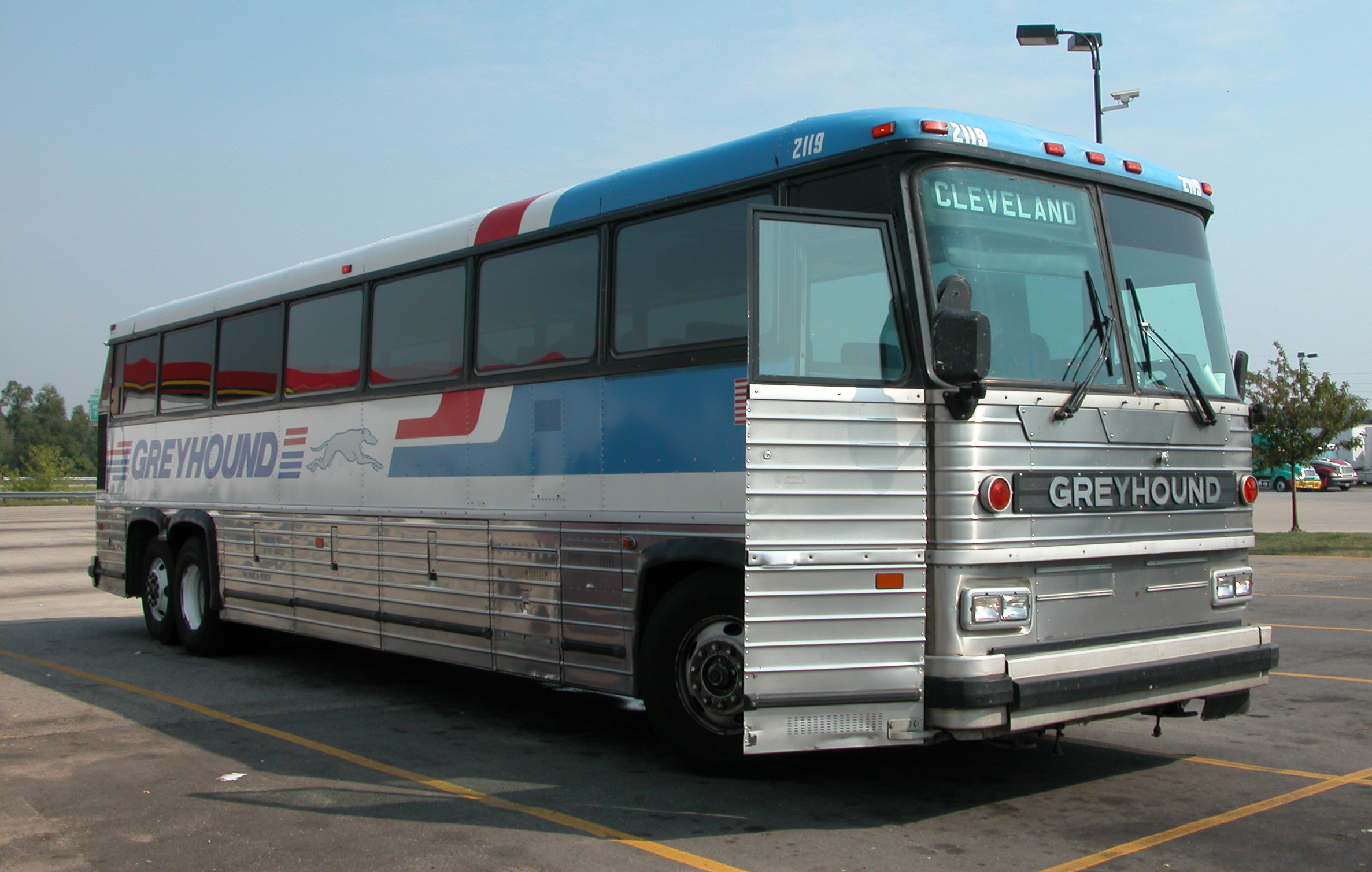
Ein älteres Busmodell von MCI Buses

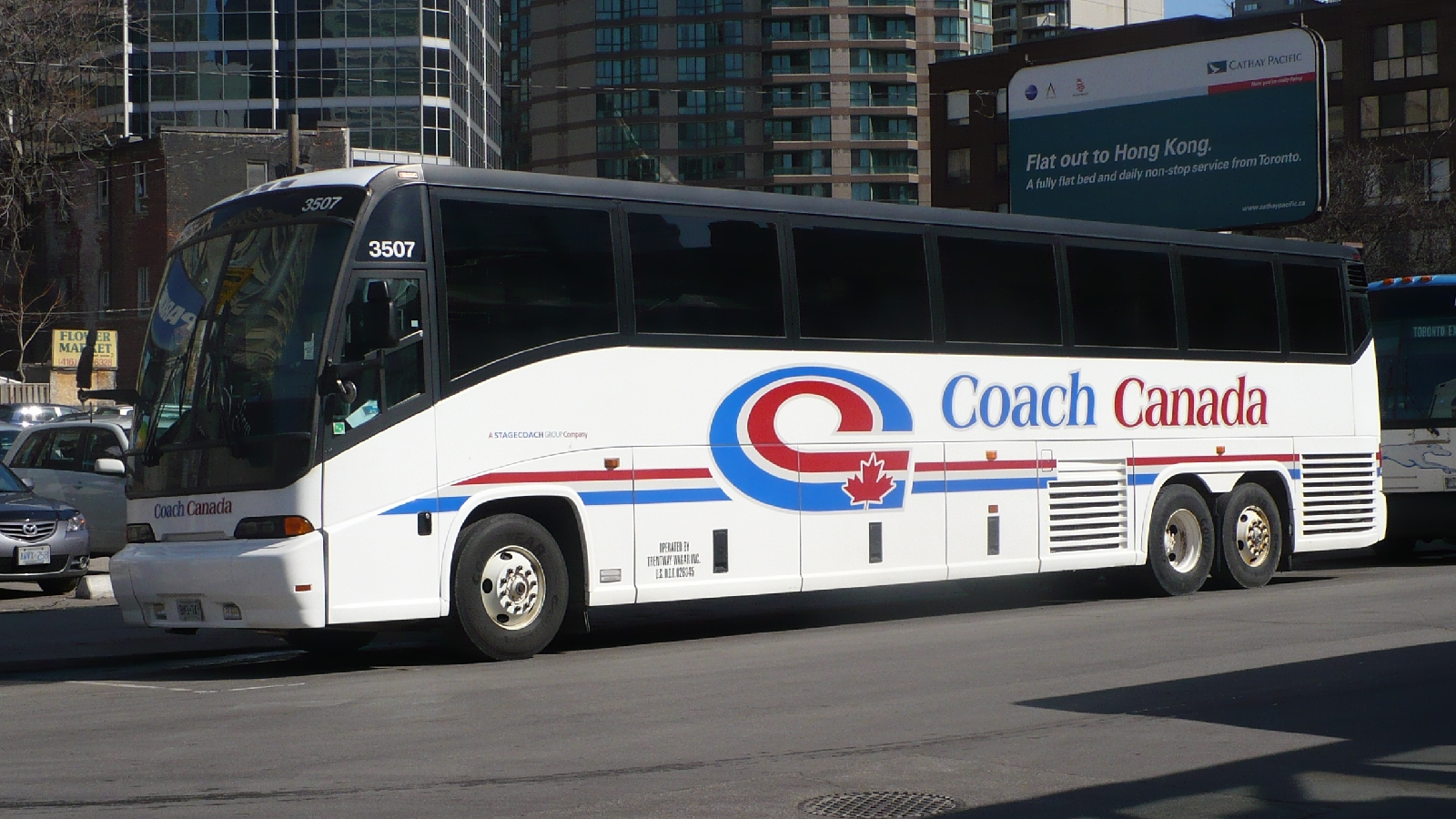
Ein neueres Busmodell von MCI Buses

Motor Coach Industries International Inc. (MCI) ist ein nordamerikanischer Bushersteller mit Sitz in Des Plaines, Illinois, Vereinigte Staaten.

## Geschichte
Das Unternehmen wurde im Jahre 1933 in Winnipeg, der Hauptstadt der kanadischen Provinz Manitoba, von Harry Zoltok gegründet. Seit 1941 heißt das Unternehmen Motor Coach Industries. 1948 übernahm Greyhound Canada 65 % der Anteile an MCI. Zehn Jahre später übernahm Greyhound Canada auch die restlichen Anteile. 1963 wurde Pembina, in North Dakota ein weiteres Produktionswerk eröffnet. Ab 1987 gehörte MCI zur Dial Corp. 1993 verkaufte Dial Greyhound. Es folgte 1996 die Verlegung des Unternehmenssitzes nach Des Plaines, dort blieb er bis 2000, als er nach Schaumburg verlegt wurde. Später wurde der Sitz wieder nach Des Plaines verlegt. 2012 übernahm Daimler einen Minderheitsanteil an MCI, seither ist MCI für die Vermarktung von Setra Bussen in Nordamerika verantwortlich.
Ende 2015 wurde MCI durch New Flyer Industries übernommen.

## Modelle
| Modell     | Eingeführt | Länge   | Foto | Anmerkungen                                                                         |
| ---------- | ---------- | ------- | ---- | ----------------------------------------------------------------------------------- |
| D40 series | 2001       | 12,34 m |      | Mit Diesel- und Hybridantrieb lieferbar, oder Betrieb mit Erdgas aus Druckflaschen. |
| D45 series | 2001       | 13,84 m |      |                                                                                     |
| E Series   | 2001       | 13,89 m |      |                                                                                     |
| J Series   | 2001       | 13,89 m |      |                                                                                     |